# Jerry Tersoff
Jerry David Tersoff (* 12. Juni 1945 in Washington, D.C.) ist ein US-amerikanischer Physiker, der sich mit theoretischer Festkörperphysik befasst.
Tersoff erhielt 1977 den B.A. in Physik am Swarthmore College und den 1982 den Ph.D. in Physik an der University of California. Er war dann 1982 bis 1984 Postdoc bei den Bell Laboratories, bevor er Research Staff Member am IBM Thomas J. Watson Research Center wurde.
Tersoffs Forschungsschwerpunkte sind im Gebiet der Moleküldynamik, der Oberflächenphysik und Materialwissenschaften. Er befasste sich mit der Theorie epitaxialen Wachstums und der Rastertunnelmikroskopie, Schottky-Barrieren und Halbleiter-Bandstrukturen bei Heteroübergängen, elektronischer Struktur von Festkörperoberflächen und Grenzflächen.
Unter anderem untersuchte er wie mechanische Spannungen bei hetero-epitaxialem Wachstum zum kontrollierten Selbstaubau und zur Selbstorganisation von Nanostrukturen wie Quantenpunkten und Quantendrähten führen können.

## Auszeichnungen
- 1988 Peter Mark Memorial Award der American Vacuum Society
- 1996 Materials Research Society Medal
- 1997 Davisson-Germer-Preis[3]
- 2007 Medard W. Welch Award der American Vacuum Society
- 2019 Von Hippel Award der Materials Research Society

Er ist Fellow der American Physical Society, American Vacuum Society und Materials Research Society. Seit 2018 ist er Mitglied der National Academy of Engineering.

## Schriften
- Herausgeber mit David Vanderbild, V. Vitek Atomic scale calculations in materials science: symposium held November 28-December 1, 1988, Boston, Pittsburgh, Materials Research Society, 1989